# Duty
《Duty》（以聲作責）是日本歌手濱崎步於2000年9月27日發售發行的第三張專輯。《Duty》是她歌手職業生涯中最高銷量的一張原創專輯，以逼近三百萬的銷量位居公信榜第一位，佔據前30位近20個星期。而同日發表的單曲《SURREAL》以及現場演唱會DVD《ayumi hamasaki concert tour 2000 第1幕》也同位居公信榜單曲、DVD的首位，創下日本史上首次同時攻佔三榜的紀錄。

## 背景與主題
《Duty》在前兩週的銷量就超過兩百萬，順勢將濱崎步的演藝事業推上了黃金時期。同一日發行的單曲《SURREAL》、演唱會DVD《ayumi hamasaki concert tour 2000 第1幕》與專輯分別同時登上公信榜專輯榜、單曲榜、DVD榜的第一名，這是日本史無前例的現象。
作為她極巔峰時期的一張專輯，專輯裡卻不是充滿喜悅的氣氛。她在填詞當中大量加入孤獨、混亂、失落感的內容，而亦也別通常寓情於景的抒情歌詞，她從頭就直白地說出心裡的感受，毫不修飾的直述，產生的共鳴感，是她廣受各年齡層的女性歡迎的原因。收錄在專輯裡的三連發單曲《vogue》、《Far away》、《SEASONS》被她稱作埋葬自己過去的陪葬三步曲。同名曲〈Duty〉當中提道：「我確實曾親眼目睹／一個時代的結束／但怎會知道／下回輪到的竟是自己」濱崎步在邁入歌唱生涯的最高峰時，就已坦承自己的巔峰時代終會離去，而自己身為流行歌手對現今社會的責任，便是一些反思，她以歌詞深深影響並鼓舞著2000年代的女性。

## 收錄歌曲
| 曲序     | 曲目                                          | 作曲              | 編曲               | 时长  |
| -------- | --------------------------------------------- | ----------------- | ------------------ | ----- |
| 1.       | starting over                                 | 原田憲            | 原田憲             | 1:37  |
| 2.       | Duty（高野友梨美容院「戀白肌膚」廣告歌曲）    | 原田憲            | 鈴木直人、原田憲   | 5:16  |
| 3.       | vogue（KOSÉ VISEE廣告歌曲）                   | 菊池一仁          | 鈴木直人、菊池一仁 | 4:29  |
| 4.       | End of the World（TU-KA廣告歌曲）             | 星野靖彥          | 鈴木直人           | 4:41  |
| 5.       | SCAR                                          | 多胡邦夫          | 鈴木直人           | 4:18  |
| 6.       | Far away（TU-KA廣告歌曲）                     | D・A・I、菊池一仁 | HΛL                | 5:34  |
| 7.       | SURREAL                                       | 菊池一仁          | HΛL                | 4:43  |
| 8.       | AUDIENCE                                      | D・A・I           | HΛL                | 4:07  |
| 9.       | SEASONS（富士電視台《天氣預報的戀人》主題曲） | D・A・I           | 鈴木直人           | 4:26  |
| 10.      | teddy bear                                    | D・A・I           | 小林信吾           | 4:19  |
| 11.      | Key 〜eternal tie ver.〜                      | 多胡邦夫          | 鈴木直人           | 3:21  |
| 12.      | girlish                                       | 星野靖彥          | 小林信吾           | 4:58  |
| 总时长： | 总时长：                                      | 总时长：          | 总时长：           | 51:45 |

## 統計
| 榜單                               | 最高排名 | 銷量      | 在榜時數 |
| ---------------------------------- | -------- | --------- | -------- |
| Oricon日間專輯榜 (2000年9月27日)   | 1        | —         | 27週     |
| Oricon週間專輯榜 (2000年10月第2週) | 1        | 1,682,760 | 27週     |
| Oricon月間專輯榜 (2000年10月)      | 1        | —         | 27週     |
| Oricon年間專輯榜 (2000年)          | 2        | —         | 27週     |
| Oricon累積銷量                     | —        | 2,904,420 | 27週     |